# Булін
Булін (пол. Bulin, нім. Bullendorf) — село в Польщі, у гміні Кожухув Новосольського повіту Любуського воєводства.
Населення — 40 осіб (2011).
У 1975—1998 роках село належало до Зеленогурського воєводства.

## Демографія
Демографічна структура станом на 31 березня 2011 року:
|          | Загалом | Допрацездатний вік | Працездатний вік | Постпрацездатний вік |
| -------- | ------- | ------------------ | ---------------- | -------------------- |
| Чоловіки | 22      | 9                  | 13               | 0                    |
| Жінки    | 18      | 6                  | 11               | 1                    |
| Разом    | 40      | 15                 | 24               | 1                    |